# 차이사오펀
차이사오펀(중국어: 蔡少芬, 병음: Cài Shàofēn, 한자음: 채소분, 광둥어: Coi3 Siu2 Fan1 초이시우판, 1973년 9월 17일~)은 홍콩의 배우이다.

## 작품 목록

### 텔레비전 드라마
- 1992년 《풍지도》 - 능상(凌湘) 역
- 1992년 《여래신장재전강호》 - 천향(天香) 역
- 1998년 《천지호정》 - 쑨화(孫樺) 역
- 2002년 《낙신》 -견밀(甄宓) 역
- 2005년 《칠검하천산》 - 비홍건(飛紅巾) 역
- 2010년 《비녀정전》 - 량차오즈(梁巧芝) 역
- 2011년 《후궁견환전》 - 오랍나랍 의수(烏拉那拉·宜修) 역

### 영화
- 1994년  《구품지마관》 - 루옌(如煙) 역
- 1994년《이연걸의 정무문》 - 샤오훙(曉紅) 역
- 1995년 《서유기: 월광보합》 - 철선공주(鐵扇公主) 역